# Lom (huyện)
Lom là một huyện thuộc tỉnh Montana, Bungaria. Dân số thời điểm năm 2001 là 35077 người.